# 长茎囊瓣芹
长茎囊瓣芹（学名：Pternopetalum longicaule）是伞形科囊瓣芹属的植物，是中国的特有植物。分布于中国大陆的四川等地，生长于海拔2,050米至3,250米的地区，多生长于丛林中密生苔藓的岩石上，目前尚未由人工引种栽培。

## 异名
- Pternopetalum brevium (Shan et Pu) K. T. Fu
- Pternopetalum longicaule Shan var. humile Shan et Pu